# Cerimonia di chiusura dei Giochi della XVII Olimpiade
La Cerimonia di chiusura dei Giochi della XVII Olimpiade si svolse domenica 11 settembre 1960 ], presso lo stadio Olimpico di Roma.

## Programma
La cerimonia ebbe luogo subito dopo la conclusione allo stadio della competizione di salto ostacoli a squadre, l'ultimo di tutti gli eventi olimpici e unico della giornata.
La cerimonia venne preceduta, dalle ore 18:30, dall'esecuzione di marce suonate a turno dalle bande dei Carabinieri, dell'Aeronautica Militare, della Guardia di Finanza e della Polizia di Pubblica Sicurezza e, alle ore 18:45, fecero il loro ingresso allo Stadio Olimpico il gruppo dei "Fedeli di Vitorchiano", che si pose ai lati del braciere, e marinai e alunni dell'Istituto Superiore di Educazione Fisica, che andarono entrambi i lati della bandiera olimpica.
Inizio della sfilata
Alla sfilata, iniziata alle ore 18:50, presero parte tutte le ottantaquattro bandiere dei paesi partecipanti ai Giochi, portate da singoli atleti scelti dalle varie delegazioni. Le bandiere furono precedute da un cartello raffigurante il paese, portato da un allievo dell'Istituto Superiore di Educazione Fisica. Alle 19:05 si concluse la sfilata con l'allineamento delle bandiere in semicerchio attorno al podio. Il passaggio delle bandiere venne accompagnato dall'esecuzione di alcune marce eseguite dalle bande delle forze dell'Ordine.
Alzabandiera di Grecia, Italia e Giappone
Con l'esecuzione in sequenza degli inni nazionali Ýmnos is tin Eleftherían (greco), Canto degli italiani (italiano) e infine Kimi ga yo (giapponese, nazione organizzatrice degli Giochi della XVIII Olimpiade, a Tokyo, nel 1964) furono issate su tre pennoni le bandiere di Grecia, Italia e Giappone.
Chiusura ufficiale dei Giochi
Alle 19.10 il Presidente del C.I.O. Avery Brundage salì sul podio pronunciando la formula di chiusura dei Giochi, con le seguenti parole scandite da una triplice fanfara di trombe:
“A nome del Comitato Olimpico Internazionale, dopo aver offerto al Presidente della Repubblica Italiana, On. Giovanni Gronchi e al popolo italiano, alle Autorità della Città di Roma e agli Organizzatori, l'omaggio della nostra profonda gratitudine, proclamiamo chiusi i Giochi della XVII Olimpiade. In conformità con la tradizione, invitiamo i giovani di tutte le Nazioni a incontrarsi tra quattro anni nella città di Tokyo, per celebrare con noi i Giochi della XVIII Olimpiade. Che questi si svolgano nella gioia e nella concordia, affinché la Fiamma Olimpica possa continuare a svolgere la sua parte nei secoli per il bene dell'umanità in modo sempre più desideroso, coraggioso e leale”
Spegnimento della fiamma olimpica e canto dell'inno olimpico
Lo spegnimento della Fiamma Olimpica, avvenuto alle ore 19.11, fu annunciato dal gruppo dei dieci Fedeli di Vitorchiano con il suono delle trombe, suonando per tre volte il leit-motiv olimpico che aveva accompagnato tutte le cerimonie. Subito dopo lo spegnimento del braciere tutte le luci dello stadio furono spente e il Coro di Santa Cecilia, accompagnato dalla banda dei Carabinieri, cantò l'Inno olimpico.
Ammainamento della bandiera olimpica
La bandiera olimpica, che era stata issata all'apertura dei Giochi, venne ammainata da quattro marinai. Contemporaneamente, dalle pendici di Monte Mario, furono sparate cinque salve di cannone e dietro il braciere spento cinque riflettori si accesero dirigendo la loro luce verso il cielo. Nel buio dello stadio migliaia di torce in una fiaccolata illuminarono il pubblico. Sul tabellone dello stadio venne accesa la scritta «Arrivederci a Tokyo nel 1964». Alle ore 19:17 la bandiera uscì dallo stadio accompagnata canto dell'«Inno del Sole» di Mascagni.
Conclusione della cerimonia
Al comando «Bandiere ai vostri posti!» gli alfieri tornarono ai loro posti e, subito dopo, uscirono dallo stadio mentre le bande si alternarono nell'eseguire alcune marce. La cerimonia si concluse alle ore 19:39.